# Xã Dundee, Quận Walsh, Bắc Dakota
Xã Dundee (tiếng Anh: Dundee Township) là một xã thuộc quận Walsh, tiểu bang Bắc Dakota, Hoa Kỳ. Năm 2010, dân số của xã này là 90 người.